# Ceratomyxa subtilis
Ceratomyxa subtilis is een microscopische parasiet uit de familie Ceratomyxidae. Ceratomyxa subtilis werd in 1960 beschreven door Meglitsch. 